# 1946 en Suisse
Chronologie de la Suisse
- 1942
- 1943
- 1944
- 1945
- 1946
- 1947
- 1948
- 1949
- 1950

Chronologie de la Suisse
1945 en Suisse - 1946 en Suisse - 1947 en Suisse

## Gouvernement au1erjanvier 1946
- Conseil fédéral[1]:
  - Karl Kobelt PRD, président de la Confédération
  - Philipp Etter PDC, vice-président de la Confédération
  - Enrico Celio PDC
  - Ernst Nobs PSS
  - Max Petitpierre PRD
  - Eduard von Steiger UDC
  - Walther Stampfli PRD

## Évènements

### Janvier
Samedi 5 janvier 
- Inauguration de l’Institut suisse de police à Neuchâtel.

 Mardi 8 janvier 
- La compagnie Swissair ouvre une ligne entre Zurich et Prague.

 Jeudi 24 janvier 
- Décès à Lausanne, à l’âge de 80 ans, de l’architecte Eugène Jost, qui a construit le Fairmont Le Montreux Palace et le pont Bessières à Lausanne.

 Vendredi 25 janvier 
- Le tremblement de terre de 1946 secoue le canton du Valais. 3500 bâtiments sont endommagés.

### Février
Vendredi 1er février 
- Marche des mineurs au château à Lausanne. Ils exigent que le Conseil d’État vaudois fasse pression sur le Conseil fédéral pour qu’il demande aux importateurs de respecter un pourcentage de charbon indigène.

 Dimanche 3 février 
- Décès à Laax (GR), à l’âge de 75 ans, du poète Flurin Camathias.

 Dimanche 10 février 
- Votations fédérales. Le peuple rejette, par 571 566 non (66,3 %) contre 289 935 oui (33,7 %), l’arrêté fédéral sur la demande d'initiative concernant la réglementation du transport des marchandises.

 Dimanche 24 février 
- Pour la huitième fois de son histoire, le HC Davos devient champion de Suisse de hockey-sur-glace.

 Lundi 25 février 
- Le Conseil d’État du canton de Vaud décide de donner le titre d’École polytechnique de l’Université de Lausanne (EPUL) aux écoles d’ingénieurs et d’architecture de Lausanne.

### Mars
Dimanche 3 mars 
- Élections cantonales dans le Canton de Vaud. Lucien Rubattel (PLS), Gabriel Despland (PRD), Edmond Jaquet (PLS), Paul Chaudet (PRD), Rodolphe Rubattel (PRD) et Paul Nerfin (PRD) sont élus au Conseil d’État lors du 1er tour de scrutin.

 Dimanche 17 mars 
- Élections cantonales dans le Canton de Vaud. Arthur Maret (PSS) est élu au Conseil d’État lors du 2e tour de scrutin.

  Lundi 18 mars 
- Reprise des relations diplomatiques entre la Suisse et l’URSS après 22 ans d’interruption.

 Mercredi 20 mars 
- Décès à Appenzell, à l’âge de 74 ans, du peintre Carl August Liner.

 Dimanche 24 mars 
- Décès à Neuchâtel, à l’âge de 77 ans, de l’égyptologue Gustave Jéquier.

### Avril
Mardi 2 avril 
- Le Conseil fédéral annonce sa décision de rester à l'écart de l’Organisation des Nations unies, afin de ne pas mettre en danger la neutralité du pays.

 Lundi 8 avril 
- Inauguration de la ligne aérienne Genève-New York.

 Mercredi 17 avril 
- 3 000 ouvriers du bois et du bâtiment manifestent à Lausanne pour réclamer le paiement des jours fériés et une augmentation de salaire.

 Mardi 30 avril 
- Début à Genève du championnat d’Europe de basket-ball.

### Mai
Dimanche 5 mai 
- Élections cantonales à Berne. Henri Mouttet (PRD), Hans Stähli (UDC), Arnold Seematter (PRD), Georges Moeckli (PSS), Max Gafner (UDC), Markus Feldmann (UDC), Walter Siegenthaler (UDC), Fritz Giovanoli (PSS) et Ernst Reinhard (PSS) sont élus au Conseil d’État lors du 1er tour de scrutin.

 Mercredi 8 mai 
- Inauguration de l’aéroport de Bâle-Mulhouse, près de Blotzheim, dans le département français du Haut-Rhin.

 Lundi 20 mai 
- Décès à Zurich, à l’âge de 56 ans, du pianiste et compositeur Emil Frey.

 Mardi 28 mai 
- Explosion dans la forteresse de Dailly, au-dessus de Saint-Maurice (VS). Dix ouvriers sont tués.

 Dimanche 30 juin 
- Le Servette FC s’adjuge, pour la dixième fois de son histoire, le titre de champion de Suisse de football.

### Juin
Vendredi 7 juin 
- Décès à La Chaux-de-Fonds (NE), à l’âge de 71 ans, du peintre et sculpteur Charles L'Eplattenier.

 Mercredi 12 juin 
- Décès à Veytaux (VD), de l’ingénieur français Maurice Koechlin, concepteur de la structure de la Tour Eiffel.

 Jeudi 20 juin 
- Décès à Zurich, à l’âge de 60 ans, du peintre Johann Wilhelm von Tscharner.

### Juillet
Jeudi 11 juillet 
- Création à Bâle de la Fédération internationale de handball.

 Samedi 20 juillet 
- L’Italien Gino Bartali remporte le Tour de Suisse cycliste.

### Août
Lundi 19 août 
- Inauguration de la piste intercontinentale de l’Aéroport de Genève-Cointrin.

 Vendredi 23 août 
- Première édition du Festival international du film de Locarno (TI).

 Dimanche 25 juillet 
- Ouverture au trafic de la route du col du Susten.

### Septembre
Dimanche 1er septembre 
- Le Suisse Hans Knecht remporte à Zurich le Championnat du monde cycliste sur route.

 Jeudi 19 septembre 
- Discours de Winston Churchill à l’Aula de l’Université de Zurich, lors duquel il préconise la création des États-Unis d'Europe.

### Octobre
Jeudi 3 octobre 
- Décès à Wiesen (GR), à l’âge de 77 ans, du constructeur de ponts Richard Coray.

 Samedi 12 octobre 
- Fondation à Coire (GR) de la radio Cumünanza Rumantsch.

 Jeudi 17 octobre 
- Décès à Genève, à l’âge de 88 ans, du peintre Fred Boissonnas.

### Novembre
Jeudi 14 novembre 
- Le Prix Nobel de littérature est attribué au romancier Hermann Hesse.
- Un incendie détruit le hameau de Mayen situé sur la commune de Vionnaz (VS).

 Dimanche 17 novembre 
- Décès à Zoug, à l’âge de 67 ans, de l’industriel Karl Heinrich Gyr.

 Mardi 19 novembre 
- Pris dans une tempête, un avion militaire américain Douglas C-53 Skytrooper qui avait décollé de Munich à destination de Marseille, est plaqué à 3 350 mètres d’altitude sur le glacier du Gauli. Le sauvetage spectaculaire par voie aérienne de ses douze occupants, parmi lesquels des hauts gradés de l’armée des États-Unis ainsi que leurs épouses, sera suivi pendant plusieurs jours par la presse mondiale.

 Mercredi 27 novembre 
- Déraillement d’un train près de Saint-Blaise (NE). Deux personnes perdent la vie et douze sont blessées.

### Décembre
Dimanche 1er décembre 
- Élections cantonales à Fribourg. Maxime Quartenoud (PDC), Joseph Ackermann (PDC), Jules Bovet (PDC), Richard Corboz (PRD), Paul Torche (PDC) et Aloys Baeriswyl (PDC) sont élus au Conseil d’État lors du 1er tour de scrutin.

 Mercredi 4 décembre 
- Décès à Genève, à l’âge de 67 ans, d’Émilie Gourd, fondatrice du journal Mouvement féministe.

 Dimanche 8 décembre 
- Votations fédérales. Le peuple rejette, par 525 366 non (80,8 %) contre 124 792 oui (19,2 %), l’Initiative populaire « Droit au travail »

 Dimanche 15 décembre 
- Élections cantonales à Fribourg. Pierre Glasson (PRD) est élu au Conseil d’État lors du 2e tour de scrutin.